# Estuár

Ústí Labe u Hamburku: ukázka estuáru (pobřeží moře je zvýrazněno tučně)

Estuár nebo též estuárium je typ říčního ústí do moře. Má protáhlý, nálevkovitý tvar.
Rozdíl oproti jiným typům ústí řek je v přítomnosti a výrazném projevu slapových jevů (příliv a odliv). Důsledky tohoto jevu jsou následující:
- pronikání slané vody do vnitrozemí a vznik brakické vody
- vymílání a odnos říčních sedimentů dále od ústí (zlepšení podmínek vodní dopravy)
- eroze břehů (záleží na poloze toku – uplatnění Coriolisovy síly)
- ztížení budování přístavů (výkyvy hladin)

Estuár se vyskytuje např. u řek Labe, Něva nebo Hudson. Je typickým ústím pro Velkou Británii – např. estuár Temže, Mersey, Severn nebo Humber, v jistém smyslu i záliv Wash. Za největší estuár na světě se považuje Río de la Plata v Jižní Americe, který už má spíše parametry otevřeného zálivu.